# Arctic Race of Norway 2015
L'Arctic Race of Norway 2015, terza edizione della corsa, valida come prova di classe 2.1 del UCI Europe Tour 2015, si svolse in quattro tappe dal 13 al 16 agosto 2015 per un percorso totale di 724 km. La corsa partì da Harstad e si concluse a Narvik.

## Tappe
| Tappa  | Data      | Percorso              | km    | Vincitore di tappa | Leader cl. generale |
| ------ | --------- | --------------------- | ----- | ------------------ | ------------------- |
| 1ª     | 13 agosto | Harstad > Harstad     | 213,5 | Alexander Kristoff | Alexander Kristoff  |
| 2ª     | 14 agosto | Evenskjer > Setermoen | 162,5 | Sam Bennett        | Alexander Kristoff  |
| 3ª     | 15 agosto | Senja > Målselv       | 183,0 | Ben Hermans        | Ben Hermans         |
| 4ª     | 16 agosto | Narvik > Narvik       | 165,0 | Silvan Dillier     | Rein Taaramäe       |
| Totale | Totale    | Totale                | 724,0 |                    |                     |

## Squadre partecipanti
| N.      | Cod. | Squadra                      |
| ------- | ---- | ---------------------------- |
| 1-5     | KAT  | Team Katusha                 |
| 11-16   | MTN  | MTN-Qhubeka                  |
| 21-26   | IAM  | IAM Cycling                  |
| 31-36   | BOA  | Bora-Argon 18                |
| 41-45   | BMC  | BMC Racing Team              |
| 51-56   | EUC  | Team Europcar                |
| 61-66   | AST  | Astana Pro Team              |
| 71-76   | BSE  | Bretagne-Séché Environnement |
| 81-86   | TCS  | Tinkoff-Saxo                 |
| 91-98   | LAM  | Lampre-Merida                |
| 101-106 | TGA  | Team Giant-Alpecin           |

| N.      | Cod. | Squadra                           |
| ------- | ---- | --------------------------------- |
| 111-116 | TSV  | Topsport Vlaanderen-Baloise       |
| 121-126 | COF  | Cofidis, Solutions Crédits        |
| 131-136 | CLT  | Cult Energy Pro Cycling           |
| 141-146 | TSS  | Team Sparebanken Sør              |
| 151-156 | KRA  | Team Ringeriks-Kraft              |
| 161-166 | UHC  | UnitedHealthcare Pro Cycling Team |
| 171-176 | FIX  | Team Fixit.no                     |
| 181-186 | TJO  | Team Joker                        |
| 191-196 | COH  | Team Coop-Øster Hus               |
| 201-206 | FRB  | Team Frøy-Bianchi                 |
| 211-216 | TNN  | Team Novo Nordisk                 |

## Dettagli delle tappe

### 1ª tappa
- 13 agosto: Harstad > Harstad – 213,5 km

Risultati
| Pos. | Corridore          | Squadra | Tempo    |
| ---- | ------------------ | ------- | -------- |
| 1    | Alexander Kristoff | Katusha | 4h58'36" |
| 2    | E. Boasson Hagen   | Qhubeka | s.t.     |
| 3    | Sam Bennett        | Bora    | s.t.     |

| Pos. | Corridore          | Squadra | Tempo    |
| ---- | ------------------ | ------- | -------- |
| 1    | Alexander Kristoff | Katusha | 4h58'26" |
| 2    | E. Boasson Hagen   | Qhubeka | a 4"     |
| 3    | Sam Bennett        | Bora    | a 6"     |

### 2ª tappa
- 14 agosto: Evenskjer > Setermoen – 162,5 km

Risultati
| Pos. | Corridore          | Squadra    | Tempo    |
| ---- | ------------------ | ---------- | -------- |
| 1    | Sam Bennett        | Bora       | 3h41'05" |
| 2    | Federico Zurlo     | Healthcare | s.t.     |
| 3    | Alexander Kristoff | Katusha    | s.t.     |

| Pos. | Corridore          | Squadra | Tempo |
| ---- | ------------------ | ------- | ----- |
| 1    | Alexander Kristoff | Katusha | 8h39  |
| 2    | E. Boasson Hagen   | Qhubeka | a 2"  |
| 3    | Sam Bennett        | Bora    | a 7"  |

### 3ª tappa
- 15 agosto: Senja > Målselv – 183,0 km

Risultati
| Pos. | Corridore     | Squadra     | Tempo    |
| ---- | ------------- | ----------- | -------- |
| 1    | Ben Hermans   | BMC Racing  | 4h27'10" |
| 2    | Rein Taaramäe | Astana      | a 3"     |
| 3    | Mathias Frank | IAM Cycling | a 10"    |

| Pos. | Corridore        | Squadra    | Tempo     |
| ---- | ---------------- | ---------- | --------- |
| 1    | Ben Hermans      | BMC Racing | 13h06'41" |
| 2    | Rein Taaramäe    | Astana     | a 7"      |
| 3    | E. Boasson Hagen | Qhubeka    | a 24"     |

### 4ª tappa
- 16 agosto: Narvik > Narvik – 165,0 km

Risultati
| Pos. | Corridore      | Squadra    | Tempo    |
| ---- | -------------- | ---------- | -------- |
| 1    | Silvan Dillier | BMC Racing | 3h35'18" |
| 2    | Il'nur Zakarin | Katusha    | s.t.     |
| 3    | Rein Taaramäe  | Astana     | a 2"     |

| Pos. | Corridore      | Squadra    | Tempo     |
| ---- | -------------- | ---------- | --------- |
| 1    | Rein Taaramäe  | Astana     | 16h42'02" |
| 2    | Silvan Dillier | BMC Racing | a 8"      |
| 3    | Il'nur Zakarin | Katusha    | a 31"     |

## Evoluzione delle classifiche
| Tappa              | Vincitore          | Classifica generale | Classifica a punti | Classifica GPM       | Classifica giovani | Classifica a squadre    |
| ------------------ | ------------------ | ------------------- | ------------------ | -------------------- | ------------------ | ----------------------- |
| 1                  | Alexander Kristoff | Alexander Kristoff  | Alexander Kristoff | Vegard Stake Laengen | Sam Bennett        | Cult Energy Pro Cycling |
| 2                  | Sam Bennett        | Alexander Kristoff  | Alexander Kristoff | August Jensen        | Sam Bennett        | Cult Energy Pro Cycling |
| 3                  | Ben Hermans        | Ben Hermans         | Alexander Kristoff | Haavard Blikra       | Silvan Dillier     | BMC Racing Team         |
| 4                  | Silvan Dillier     | Rein Taaramäe       | Alexander Kristoff | August Jensen        | Silvan Dillier     | BMC Racing Team         |
| Classifiche finali | Classifiche finali | Rein Taaramäe       | Alexander Kristoff | August Jensen        | Silvan Dillier     | BMC Racing Team         |

Maglie indossate da altri ciclisti in caso di due o più maglie vinte
- Nella 2ª e 3ª tappa Edvald Boasson Hagen ha indossato la maglia verde al posto di Alexander Kristoff.

## Classifiche finali

### Classifica generale
| Pos. | Corridore           | Squadra  | Tempo    |
| ---- | ------------------- | -------- | -------- |
| 1    | Alexander Kristoff  | Katusha  | 8h39'26" |
| 2    | Sam Bennett         | Bora     | a 1"     |
| 3    | E. Boasson Hagen    | MTN      | a 6"     |
| 4    | Amaury Capiot       | Topsport | a 13"    |
| 5    | Michael Van Staeyen | Cofidis  | a 15"    |
| 6    | Niccolò Bonifazio   | Lampre   | s.t.     |
| 7    | Sondre Holst Enger  | IAM      | s.t.     |
| 8    | Floris Gerts        | BMC      | s.t.     |
| 9    | Anthony Turgis      | Cofidis  | s.t.     |
| 10   | Jarl Salomein       | Topsport | s.t.     |

### Classifica a punti
| Pos. | Corridore          | Squadra      | Punti |
| ---- | ------------------ | ------------ | ----- |
| 1    | Alexander Kristoff | Katusha      | 25    |
| 2    | Sam Bennett        | Bora         | 24    |
| 3    | E. Boasson Hagen   | MTN          | 15    |
| 4    | Federico Zurlo     | UnitedHealth | 12    |
| 5    | Haavard Blikra     | Coop         | 9     |

### Classifica scalatori
| Pos. | Corridore        | Squadra | Punti |
| ---- | ---------------- | ------- | ----- |
| 1    | August Jensen    | Coop    | 8     |
| 2    | Krister Hagen    | Coop    | 8     |
| 3    | Maxat Ayazbayev  | Astana  | 7     |
| 4    | V. Stake Laengen | Joker   | 6     |
| 5    | Dylan Teuns      | BMC     | 4     |

### Classifica giovani
| Pos. | Corridore          | Squadra  | Tempo    |
| ---- | ------------------ | -------- | -------- |
| 1    | Sam Bennett        | Bora     | 8h39'27" |
| 2    | Amaury Capiot      | Topsport | a 12"    |
| 3    | Sondre Holst Enger | IAM      | a 14"    |
| 4    | Niccolò Bonifazio  | Lampre   | s.t.     |
| 5    | Floris Gerts       | BMC      | s.t.     |

### Classifica a squadre
| Pos. | Squadra                    | Tempo     |
| ---- | -------------------------- | --------- |
| 1    | Cult Energy Pro Cycling    | 25h59'03" |
| 2    | IAM Cycling                | s.t.      |
| 3    | BMC Racing Team            | s.t.      |
| 4    | Team Coop-Øster Hus        | a 11"     |
| 5    | Cofidis, Solutions Crédits | s.t.      |